# Khākashān
Khākashān (persiska: خاكشان) är en ort i Iran.   Den ligger i provinsen Qazvin, i den nordvästra delen av landet, 110 km väster om huvudstaden Teheran. Khākashān ligger 1 174 meter över havet och antalet invånare är 737.
Terrängen runt Khākashān är platt, och sluttar söderut. Runt Khākashān är det ganska tätbefolkat, med 108 invånare per kvadratkilometer. Närmaste större samhälle är Nowdūz, 13,2 km väster om Khākashān. Trakten runt Khākashān består till största delen av jordbruksmark.